# ブロークン・イングリッシュ
『ブロークン・イングリッシュ』（Broken English）は、2007年のアメリカ映画。

## あらすじ
ニューヨークのホテルで働くノラ・ワイルダーは、結婚を焦っており、母親からも心配されている。ある日、彼女はパーティでジュリアンという見知らぬフランス人と出会う。当初ノラは彼のアプローチに戸惑っていたが、次第に惹かれていく。しばらく交際したのち、ジュリアンは一人でフランスへ帰ってしまう。ジュリアンへの想いを断ち切れずにいたノラは、友人のオードリーと一緒にパリへと向かう。

## キャスト
- ノラ・ワイルダー：パーカー・ポージー
- ジュリアン：メルヴィル・プポー
- オードリー・アンドリュース：ドレア・ド・マッテオ
- ニック・ゲーブル：ジャスティン・セロー
- アーヴィング・マン：ピーター・ボグダノヴィッチ
- マーク・アンドリュース：ティム・ギニー
- ヴィヴィアン・ワイルダー・マン：ジーナ・ローランズ
- ペリー：ジェームズ・マキャフリー（英語版）
- チャーリー・ロス：ジョシュ・ハミルトン
- ピーター・アンドリュース：ロイ・シネス
- マダム・グルネル：ベルナデット・ラフォン
- グレン：マイケル・ペインズ（英語版）

### 日本語吹き替え
- ノラ・ワイルダー：本田貴子
- ジュリアン：桐本琢也
- ヴィヴィアン・ワイルダー：一城みゆ希
- グルネル：安芸けい子

## 製作
ジョン・カサヴェテスとジーナ・ローランズの娘ゾエ・カサヴェテスの初長編監督作品となった。
ニューヨークとパリを舞台とした30代女性の恋愛模様を描いている。
サンダンス映画祭上映作品。インディペンデント・スピリット賞では2部門にノミネートされた。

## 評価
『Flowerwild』の石橋今日美によって、「ノスタルジックではかないガーリーな世界でも、はじけたラブ・コメディでもない、『私』が落とすリアルな影に繊細な光をあてた『ウーマンリーな』1本」と評価される。